# Entschrauber
Ein Entschrauber ist eine Maschine, die Schraubverschlüsse von Getränkeflaschen entfernt (Entschraubungsmaschine oder auch Abschrauber). Der Entschrauber ist meist Teil einer industriellen Abfüllanlage für Mehrwegflaschen. Das Entschrauben dient als Vorbereitung für Reinigung und Wiederbefüllung von Flaschen. Eine zuverlässige Entfernung der Verschlüsse soll sicherstellen, dass nur vollständig geöffnete Flaschen der Reinigungsmaschine zugeführt werden.

## Begriffe und Definitionen
In der DIN 8782 Getränke-Abfülltechnik; Begriffe für Abfüllanlagen und einzelne Aggregate werden Teile von Getränkeabfüllanlagen begrifflich definiert. Demnach ist ein Kasten zur Aufnahme von Flaschen ein „Gebinde“.
In der DIN 8784 Getränke-Abfülltechnik; Mindestangaben und auftragsbezogene Angaben werden mit den maschinenspezifischen Anhängen B – R Datenblätter zur Erfassung von auftragsbezogenen Maschinendaten bereitgestellt. Die Bezeichnung lautet u. a. „Flaschenentschraubmaschinen“.

## Gebindeentschrauber

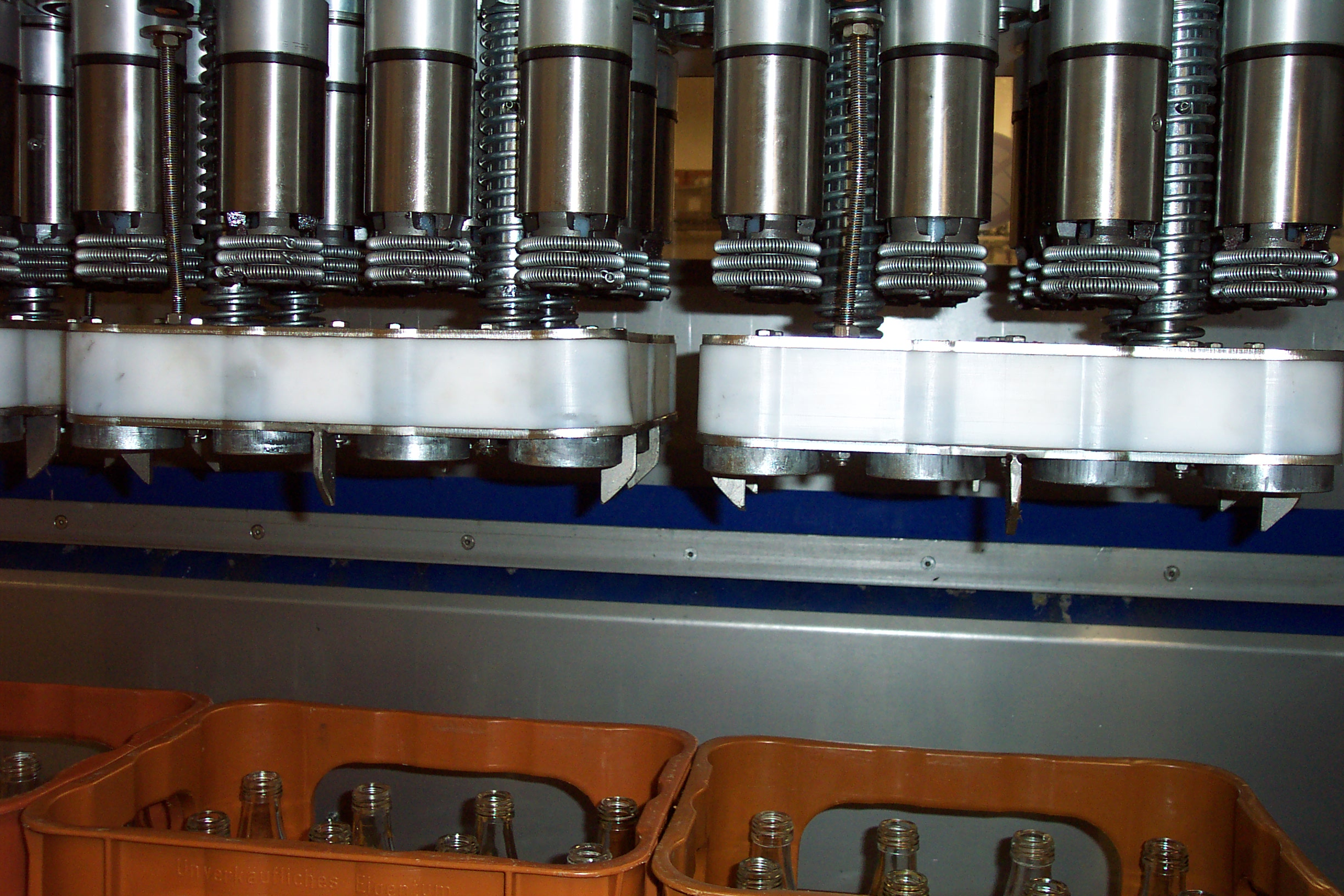
Gebindeentschrauber – Garnitur

Ein Gebindeentschrauber entfernt Schraubverschlüsse von Flaschen, die sich in Gebinden (Kästen) befinden. Die Gebinde mit den zu entschraubenden Flaschen werden der Entschraubungsmaschine mittels Gebindetransporteur zugeführt. Bei den getaktet arbeitenden Maschinen werden die Gebinde für den Entschraubungsvorgang angehalten. Eine Vorrichtung, die mit Zentrierungen und Entschraubungswerkzeugen (Entschrauberköpfen) ausgerüstet ist, fährt in das stehende Gebinde. Die Köpfe fahren dabei über die Flaschenmündungen. Die Anordnung der Entschrauberköpfe muss der Anordnung der Flaschen im Gebinde entsprechen. Ein Tastbolzen in jedem Kopf wird bei Vorhandensein eines Verschlusses betätigt und schließt den Kopf. Wird der Bolzen nicht betätigt, bleibt der Kopf geöffnet, um Beschädigung des Flaschengewindes auszuschließen. Die Zentrierungen drücken über Federkraft auf die Schultern der Flaschen. Dadurch wird die Flasche zwischen Zentrierung und Gebindeboden geklemmt, um ein späteres Drehen der Flaschen zu verhindern. Bei Erreichen der untersten Stellung werden die Köpfe in Drehung versetzt – die Verschlüsse werden abgeschraubt. In der anschließenden Aufwärtsbewegung verbleiben die abgeschraubten Verschlüsse zunächst in den Köpfen. Später werden die Köpfe gezielt geöffnet. Die Verschlüsse fallen auf ein Auffangtuch, um schließlich einem Behälter oder einem Kappentransportsystem zugeführt zu werden. Sobald die Entschraubervorrichtung aus dem Gebinde herausgefahren ist, wird das Gebinde weitertransportiert. Nach der Entschraubung werden die Gebinde über Transportbänder abgeführt.

## Einzelflaschenentschrauber
Die zu verarbeitenden Flaschen werden dem Einzelflaschenentschrauber (auch Einzelflaschenabschrauber genannt) über Flaschentransporteure zugeführt. Zuvor müssen die in Gebinden angelieferten Flaschen „ausgepackt“ und vereinzelt werden, was in der Regel vollautomatisch geschieht. Im Rundlauf arbeitende Einzelentschrauber arbeiten kontinuierlich. Dazu ist eine bestimmte Anzahl Abschraubköpfe kreisförmig um eine zentrale Säule angeordnet. Diese Köpfe rotieren um die eigene Achse und drehen sich gleichzeitig um die zentrale Säule. Die Anzahl der Entschrauberköpfe bestimmt dabei die Leistungsfähigkeit der Maschine. Eine Kurvensteuerung sorgt für das definierte Absenken und Auffahren der einzelnen rotierenden Köpfe auf ihrem Weg um die Säule. Der Weg der Flaschen durch die Maschine ähnelt je nach Ausführung einem „Ω“ (Omega), „U“ oder auch „Z“. Die Flaschen werden zunächst über einen Einlaufstern an den Rundlauf übergeben und gleichzeitig gegen Verdrehen fixiert. Während des Rundlaufes senkt sich ein Abschraubkopf über jede Flaschenmündung. Bei Vorhandensein eines Verschlusses schließt sich der Kopf, schraubt den Verschluss ab und hält ihn in der anschließenden Aufwärtsbewegung fest. Sobald sich der Kopf von der Flasche entfernt hat, wird diese an den Auslaufstern übergeben. Derweil öffnet sich der Abschraubkopf auf dem Weg zwischen Auslauf- und Einlaufstern, um den Verschluss gezielt abzuwerfen. Der Kopf ist nun bereit für den nächsten Vorgang. Laufen Flaschen ohne Verschluss durch die Maschine, bleiben die Abschraubköpfe geöffnet, um das Flaschengewinde nicht zu beschädigen.